# Grady Diangana
Grady Diangana (República Democrática del Congo, 19 de marzo de 1998) es un futbolista inglés que juega de centrocampista.
Diangana nació en la República Democrática del Congo, pero se estableció en Londres desde que tenía cuatro años.
Diangana generalmente juega de centrocampista ofensivo por la derecha, pero además puede jugar por delante de la línea ofensiva. Él nombra a Ronaldinho como su gran influencia.

## Trayectoria
Diangana se unió a la academia del West Ham en 2010 a la edad de 12 años. Originalmente como delantero, comenzó a jugar como centrocampista ofensivo en la categoría sub-15. Debutó con los sub-18 de West Ham en febrero de 2014, y su debut en la Premier League 2 se produjo en enero de 2015. Firmó su primer contrato profesional con los Hammers el 14 de mayo de 2016. Luego firmó un nuevo contrato por dos años en junio de 2018.
El 26 de septiembre de 2018 hizo su debut con el primer equipo en el encuentro de la Carabao Cup ante el Macclesfield Town, jugando todo el partido y marcando dos goles en la victoria 8-0 en el London Stadium, junto a los también debutantes Conor Coventry y Joe Powell. Tres días después debutó en la Premier League, entrando en el minuto 93 por Felipe Anderson en la victoria de local por 3-1 ante el Manchester United. Ganó protagonismo en el equipo luego de la lesión de Andriy Yarmolenko, y debutó en la Premier League el 27 de octubre ante el Leicester City. El 18 de enero de 2019 renovó su contrato con el West Ham por seis años.
El 8 de agosto de 2019 el West Bromwich Albion consiguió su cesión por una temporada. El 4 de septiembre de 2020 fue adquirido en propiedad y firmó un contrato por cinco años. Pasado ese tiempo, tras haber disputado 202 partidos y marcado 26 goles, dejó el club al no ser renovado.

## Selección nacional
En noviembre de 2018 recibió su primera llamada para participar con la selección sub-20 de Inglaterra un encuentro amistoso contra la selección sub-20 de Alemania el 19 de noviembre. Debutó en ese encuentro que Inglaterra ganó por 2-0.
En categoría absoluta decidió jugar con la República Democrática del Congo y en octubre de 2023 se estrenó en un amistoso ante Nueva Zelanda.

## Estadísticas
Actualizado al último partido disputado el 3 de mayo de 2025.
| West Ham United F. C. sub-23 Inglaterra                                     | 2016-17       | 2016-17       | -   | -  | 2  | 0 | 2   | 0  |
| West Ham United F. C. sub-23 Inglaterra                                     | 2017-18       | 2017-18       | -   | -  | 4  | 0 | 4   | 0  |
| West Ham United F. C. sub-23 Inglaterra                                     | 2018-19       | 2018-19       | -   | -  | 1  | 0 | 1   | 0  |
| West Ham United F. C. sub-23 Inglaterra                                     | Total club    | Total club    | -   | -  | 7  | 0 | 7   | 0  |
| West Ham United F. C. Inglaterra                                            | 1.ª           | 2018-19       | 17  | 0  | 4  | 2 | 21  | 2  |
| West Ham United F. C. Inglaterra                                            | Total club    | Total club    | 17  | 0  | 4  | 2 | 21  | 2  |
| West Bromwich Albion F. C. Inglaterra                                       | 2.ª           | 2019-20       | 30  | 8  | 1  | 0 | 31  | 8  |
| West Bromwich Albion F. C. Inglaterra                                       | 1.ª           | 2020-21       | 20  | 1  | 1  | 0 | 21  | 1  |
| West Bromwich Albion F. C. Inglaterra                                       | 2.ª           | 2021-22       | 41  | 2  | 1  | 0 | 42  | 2  |
| West Bromwich Albion F. C. Inglaterra                                       | 2.ª           | 2022-23       | 31  | 4  | 4  | 0 | 35  | 4  |
| West Bromwich Albion F. C. Inglaterra                                       | 2.ª           | 2023-24       | 38  | 7  | 0  | 0 | 38  | 7  |
| West Bromwich Albion F. C. Inglaterra                                       | 2.ª           | 2024-25       | 34  | 4  | 1  | 0 | 35  | 4  |
| West Bromwich Albion F. C. Inglaterra                                       | Total club    | Total club    | 194 | 26 | 8  | 0 | 202 | 26 |
| Total carrera                                                               | Total carrera | Total carrera | 211 | 26 | 19 | 2 | 230 | 28 |
| (1) Incluye datos de la FA Cup, Copa de la Liga de Inglaterra y EFL Trophy. |               |               |     |    |    |   |     |    |